# Comitè Olímpic Nacional
Els Comitès Olímpics Nacionals (o NOCs, sigles del seu nom en anglès: National Olympic Committee) són els Comitès representants de cada estat reconegut en el Moviment Olímpic. Cada Comitè Nacional és el responsable de l'organització de la participació del seu estat en els Jocs Olímpics i estan subjectes al control del Comitè Olímpic Internacional.
Els Comitès Nacionals tenen l'objectiu de promoure el desenvolupament dels esportistes i la formació d'entrenadors i funcionaris a nivell nacional.

## Estats membres
L'any 2008 el COI ha reconegut 206 NOCs, en representació d'estats sobirans i altres zones geogràfiques. Tots els 193 membres de les Nacions Unides són reconeguts com a Comitès Olímpics Nacionals, però el COI també reconeix 13 territoris més: 
- República de la Xina, designat com a Xina Taipei pel COI
- Kosovo
- Territoris Palestins Ocupats, designat com a Palestina pel COI
- Quatre territoris dependents dels Estats Units d'Amèrica: Samoa Nord-americana, Guam, Puerto Rico i les Illes Verges Americanes (designades simplement Illes Verges pel COI)
- Tres territoris britànics d'ultramar: Bermudes, Illes Verges Britàniques i les Illes Caiman
- Un territori del Regne dels Països Baixos: Aruba. Les Antilles Neerlandeses perderen el seu estatut el juliol de 2011 com a resultat de la dissolució de les Antilles Neerladeses el 2010.[1][2]
- Hong Kong, Regió Administrativa Especial de la República Popular de la Xina
- Illes Cook, estat associat de Nova Zelanda

Tots els NOCs són membres de l'Associació de Comitès Olímpics Nacionals (ANOC), que estan dividits en cinc associacions continentals:
| Continent                 | Continent | Associació                                             | NOCs | NOC més vell        | NOC més nou                                         |
| ------------------------- | --------- | ------------------------------------------------------ | ---- | ------------------- | --------------------------------------------------- |
| Associacions continentals | Àfrica    | Associació dels Comitès Olímpics Nacionals de l'Àfrica | 53   | Egipte (1910)       | Eritrea (1999)                                      |
| Associacions continentals | Amèrica   | Organització Esportiva Panamericana                    | 42   | Estats Units (1894) | Dominica · Saint Kitts i Nevis · Saint Lucia (1993) |
| Associacions continentals | Àsia      | Consell Olímpic d'Àsia                                 | 44   | Japó (1912)         | Timor Oriental (2003)                               |
| Associacions continentals | Europa    | Comitès Olímpics Europeus                              | 49   | França (1894)       | Montenegro (2007)                                   |
| Associacions continentals | Oceania   | Comitès Olímpics Nacionals d'Oceania                   | 17   | Austràlia (1895)    | Tuvalu (2007)                                       |

## Llista de comitès membres
Llista cronològica dels 205 comitès nacionals reconeguts.
| 1894 | Estats Units, França |
| 1895 | Austràlia, Grècia, Hongria, Imperi Alemany (posteriorment Alemanya) |
| 1900 | Noruega |
| 1905 | Dinamarca, Regne Unit |
| 1906 | Bèlgica |
| 1907 | Canadà, Gran Ducat de Finlàndia (posteriorment Finlàndia) |
| 1909 | Portugal |
| 1910 | Regne d'Egipte (posteriorment Egipte) |
| 1911 | Imperi Otomà (posteriorment Turquia) |
| 1912 | Àustria, Espanya, Japó, Luxemburg, Països Baixos, Regne de Sèrbia (posteriorment Iugoslàvia), Suïssa |
| 1913 | Suècia |
| 1914 | Romania |
| 1915 | Regne d'Itàlia (posteriorment Itàlia) |
| 1919 | Nova Zelanda, Polònia |
| 1922 | República d'Irlanda |
| 1923 | Argentina, Mèxic, Uruguai |
| 1924 | Bulgària, Haití |
| 1927 | Índia |
| 1929 | Filipines |
| 1934 | Xile |
| 1935 | Brasil, Islàndia, Liechtenstein, Veneçuela |
| 1936 | Afganistan, Bermudes, Bolívia, Jamaica, Malta, Perú |
| 1937 | Sri Lanka (en aquells moments Ceilan) |
| 1947 | Guatemala, Iran, Myanmar (en aquells moments Birmània), Panamà, Corea del Sud (anomenat Korea pel CIO) |
| 1948 | Colòmbia, Guyana (en aquells momebnts Guyana Britànica), Iraq, Líban, Pakistan, Puerto Rico, Singapur, Síria, Trinitat i Tobago |
| 1950 | Antilles Neerlandeses, Tailàndia |
| 1951 | Hong Kong, Nigèria |
| 1952 | Bahames, Ghana, Indonèsia, Israel |
| 1953 | Mònaco |
| 1954 | Costa Rica, Cuba, Etiòpia, Malàisia |
| 1955 | Barbados, Fidji, Kenya, Libèria |
| 1956 | Hondures, Uganda |
| 1957 | Corea del Nord, Tunísia |
| 1959 | Albània, Equador, Marroc, Nicaragua, San Marino, Sudan, Surinam |
| 1960 | República de la Xina |
| 1962 | Benín (en aquells moments Dahomey), República Dominicana, El Salvador, Mongòlia |
| 1963 | Camerun, Costa d'Ivori, Jordània, Líbia, Mali, Nepal, Senegal |
| 1964 | Algèria, Madagascar, Níger, Congo, Sierra Leona, Txad, Zàmbia |
| 1965 | Aràbia Saudita, Guinea, República Centreafricana, Togo |
| 1966 | Kuwait |
| 1967 | Belize (en aquells moments Hondures Britànica), Illes Verges |
| 1968 | República Democràtica del Congo, Gabon, Malawi, Tanzània |
| 1970 | Paraguai |
| 1972 | Burkina Faso (en aquells moments Alt Volta), Lesotho, Maurici, Somàlia, Swazilàndia |
| 1974 | Papua Nova Guinea |
| 1975 | Andorra |
| 1976 | Antigua i Barbuda, Gàmbia, Illes Caiman |
| 1978 | Xipre |
| 1979 | Bahrain, Laos, Mauritània, Moçambic, República Popular de la Xina, Seychelles, Vietnam |
| 1980 | Angola, Bangladesh, Botswana, Qatar, Emirats Àrabs Units, Zimbàbue |
| 1981 | Iemen |
| 1982 | Illes Verges Britàniques, Oman |
| 1983 | Bhutan, Samoa, Salomó |
| 1984 | Brunei, Djibouti, Guinea Equatorial, Grenada, Ruanda, Tonga |
| 1985 | Maldives |
| 1986 | Aruba, Illes Cook, Guam |
| 1987 | Samoa Nord-americana, Saint Vincent i les Grenadines, Vanuatu |
| 1991 | Estònia, Letònia, Lituània, Namíbia, Sud-àfrica |
| 1993 | Armènia, Azerbaidjan, Belarús, Bòsnia i Hercegovina, Burundi, Cap Verd, Comoros, Croàcia, Dominica, Eslovàquia, Eslovènia, Geòrgia, Kazakhstan, Kirguizstan, Macedonia, Moldàvia, República Txeca, Rússia, Saint Kitts i Nevis, Saint Lucia, São Tomé i Príncipe, Tadjikistan, Turkmenistan, Ucraïna, Uzbekistan |
| 1994 | Cambodja, Nauru |
| 1995 | Guinea Bissau, Palestina |
| 1997 | Micronèsia |
| 1999 | Eritrea, Palau |
| 2003 | Kiribati, Timor Oriental |
| 2006 | Illes Marshall |
| 2007 | Montenegro, Tuvalu |

Els Estats desapareguts però que alguna vegada han participat en els Jocs Olímpics, com per exemple Bohèmia, Unió Soviètica o Txecoslovàquia, no apareixen en aquesta taula

## Comités Olímpics Nacionals no reconeguts
Les Illes Faroe i Macau son reconegudes com a Comités Nacionals Paralímpics i competeixen als Jocs Paralímpics. Macau permaneix reconegut pel Consell Olímpic d'Àsia i participa als Jocs Asiàtics

### Esports Olímpics
En cursiva comités que només participen en competicions continentals
| Nom de l'organització                          | Esport             | Comités no reconeguts pel COI participants en competicions internacionals oficials          | Comités no reconeguts pel COI participants en competicions internacionals oficials                                                                 | Comités no reconeguts pel COI participants en competicions internacionals oficials | Comités no reconeguts pel COI participants en competicions internacionals oficials                                                                       | Comités no reconeguts pel COI participants en competicions internacionals oficials    |
| Nom de l'organització                          | Esport             | Àfrica                                                                                      | Amèrica | Àsia                                                                               | Europa | Oceania                                                                               |
| ---------------------------------------------- | ------------------ | ------------------------------------------------------------------------------------------- | --- | ---------------------------------------------------------------------------------- | --- | ------------------------------------------------------------------------------------- |
| World Athletics                                | Atletisme          |                                                                                             | Anguilla, Montserrat, Illes Turks i Caicos; Curaçao Guaiana Francesa, Guadalupe, Martinica, Sint Maarten                                           | Macau                                                                              | Gibraltar | Illa Norfolk,Tahití; Niue, Nova Caledònia, Wallis i Futuna                            |
| Badminton World Federation                     | Badminton          | Reunion, Santa Helena                                                                       | Curaçao, Illes Falkland, Guaiana Francesa, Groenlàndia, Guadalupe, Martinica                                                                       | Macau                                                                              | Anglaterra, Escòcia, Illes Faroe, Gal·les, Gibraltar, Illa de Man; Nova Caledònia, Illes Marianes Septentrionals, Illa Norkfolk, Tahití, Wallis i Futuna |                                                                                       |
| World DanceSport Federation                    | Ball esportiu      |                                                                                             | | Macau                                                                              | Anglaterra, Escòcia, Gal·les |                                                                                       |
| FIBA                                           | Basquetbol         |                                                                                             | Montserrat, Illes Turks i Caicos | Macau                                                                              | Gibraltar | Illa Norkfolk, Tahití                                                                 |
| International Biathlon Union                   | Biatlò             |                                                                                             | Groenlàndia |                                                                                    | |                                                                                       |
| International Boxing Association (amateur)     | Boxa amateur       |                                                                                             | Anguilla, Curaçao, Sint Maarten | Macau                                                                              | Anglaterra, Escòcia, Gal·les, Gibraltar | Tahití                                                                                |
| International Cycling Union                    | Ciclisme           |                                                                                             | Curaçao, Sint Maarten | Macau                                                                              | Vaticà |                                                                                       |
| International Federation of Sport Climbing     | Escalada esportiva |                                                                                             | | Macau                                                                              | | Nova Caledònia                                                                        |
| International Fencing Federation               | Esgrima            |                                                                                             | | Macau                                                                              | |                                                                                       |
| FIFA                                           | Futbol             | Reunión (només competicions de clubes), Zanzibar (només competicions de clubs de la CECAFA) | Anguilla, Montserrat, Illes Turks i Caicos, Curaçao Només continental: Bonaire, Guadalupe, Guaiana Francesa, Martinica, Saint Martin, Sint Maarten | Macau                                                                              | Anglaterra, Escòcia, Illes Faroe, Gal·les, Gibraltar, Irlanda Nord                                                                                       | Tahiti, Nova Caledònia; Illes Marianes Septentrionals                                 |
| International Gymnastics Federation            | Gimnàsia           |                                                                                             | |                                                                                    | Anglaterra, Escòcia, Gal·les |                                                                                       |
| International Golf Federation                  | Golf               |                                                                                             | |                                                                                    | Anglaterra, Escòcia, Gal·les |                                                                                       |
| International Weightlifting Federation         | Halterofília       | Zanzíbar                                                                                    | Curaçao, Illes Turks i Caicos |                                                                                    | Escòcia, Gal·les, Gran Bretanya, Irlanda del Nord | Illes Marianes Septentrionals, Niue, Nova Caledònia, Tahití, Wallis i Futuna          |
| International Handball Federation              | Handbol            |                                                                                             | Groenlàndia, Guaiana Francesa, Guadalupe, Martinica                                                                                                | Macau                                                                              | Illes Faroe (Anglaterra i Escòcia son membres però participa com a Gran Bretanya)                                                                        | Illes Marianes Septentrionals, Nova Caledònia Tahití                                  |
| International Federation for Equestrian Sports | Hípica             |                                                                                             | |                                                                                    | Anglaterra, Escòcia, Gal·les |                                                                                       |
| International Hockey Federation                | Hoquei herba       |                                                                                             | | Macau                                                                              | Anglaterra, Escòcia, Gal·les, Gibraltar (pero Gran Bretanya és membre adherit)                                                                           |                                                                                       |
| International Judo Federation                  | Judo               | Reunion                                                                                     | Curaçao, Guadalupe,Martinica | Macau                                                                              | Illes Faroe | Niue, Illa Norkfolk, Nova Caledònia, Tahití                                           |
| United Worls Wrestling                         | Lluita amateur     |                                                                                             | Curaçao, Illes Turks i Caicos |                                                                                    | | Illes Marianes Septentrionals, Niue, Tahití, Tokelau                                  |
| World Aquatics                                 | Natació            |                                                                                             | Anguilla, Curaçao, Sint Maarten | Macau                                                                              | Illes Faroe, Gibraltar | Illes Marianes Septentrionals                                                         |
| International Canoe Federation                 | Piragüisme         |                                                                                             | Sint Maarten | Macau                                                                              | | Tahití                                                                                |
| World Archery Federation                       | Tir amb arc        |                                                                                             | Illes Falkland | Macau                                                                              | Illes Faroe | Illa Norflok, Tahití                                                                  |
| World Rugby                                    | Rugby union        | Mayotte, Reunion                                                                            | Curaçao, Guadalupe, Guaiana Francesa, Martinica | Macau                                                                              | Anglaterra, Escòcia, Gal·les | Niue; Nova Caledònia, Tahití, Wallis i Futuna                                         |
| World Sailing                                  | Vela               |                                                                                             | Antilles Neerlandeses |                                                                                    | | Tahití                                                                                |
| World Rowing Federation                        | Rem                |                                                                                             | |                                                                                    | Gibraltar |                                                                                       |
| International Surfing Association              | Surf               |                                                                                             | |                                                                                    | Anglaterra, Escòcia, Gal·les | Hawaii, Tahití                                                                        |
| World Taekwondo                                | Taekwondo          |                                                                                             | Guadalupe, Martinica | Macau                                                                              | Illa de Man, Vaticà | Nova Caledònia, Tahití                                                                |
| ITF                                            | Tennis             |                                                                                             | Anguilla, Bonaire, Curaçao; Guadalupe, Guaiana Francesa, Martinica, Sint Maarten                                                                   | Macau                                                                              | | Illes Marianes Septentrionals, Illa Norkfolk, Tahití                                  |
| ITTF                                           | Tennis Taula       |                                                                                             | Illes Falkland, Groenlàndia, Sint Maarten | Macau                                                                              | Anglaterra, Escòcia, Illes Faroe, Gal·les, Gibraltar, Guemsey, Jersey                                                                                    | Illes Marianes Septentrionals, Niue, Nova Caledònia, Tahití, Tokelau, Wallis i Futuna |
| International Shooting Sport Federation        | Tir esportiu       |                                                                                             | | Macau                                                                              | Illes Faroe |                                                                                       |
| World Triathlon                                | Triatlò            |                                                                                             | | Macau                                                                              | Gibraltar | Illes Marianes Septentrionals, Nova Caledònia, Tahití                                 |
| Féderation Internationale de Volleyball        | Volei              |                                                                                             | Bonaire, Curaçao, Groenlàndia, Guadalupe, Guaiana Francesa, Martinica, Saba, Sint Eustasius, Sint Marteen, Saint-Martin                            | Macau                                                                              | Anglaterra, Escòcia, Illes Faroe, Gal·les, Gibraltar | Tahití, Illes Marianes Septentrionals                                                 |

### Esports reconeguts pel COI
En cursiva comités que només participen en competicions continentals
| Nom de l'organització                             | Esport                  | Comités no reconeguts pel COI participants en competicions internacionals oficials | Comités no reconeguts pel COI participants en competicions internacionals oficials           | Comités no reconeguts pel COI participants en competicions internacionals oficials | Comités no reconeguts pel COI participants en competicions internacionals oficials | Comités no reconeguts pel COI participants en competicions internacionals oficials |
| Nom de l'organització                             | Esport                  | Àfrica                                                                             | Amèrica                                                                                      | Àsia                                                                               | Europa                                                                             | Oceania                                                                            |
| ------------------------------------------------- | ----------------------- | ---------------------------------------------------------------------------------- | -------------------------------------------------------------------------------------------- | ---------------------------------------------------------------------------------- | ---------------------------------------------------------------------------------- | ---------------------------------------------------------------------------------- |
| International Billards and Snooker Federation     | Billar anglés i snooker |                                                                                    |                                                                                              |                                                                                    | Illa de Man                                                                        |                                                                                    |
| World Pool-Billard Associaton                     | Billar americà          |                                                                                    | Bonaire, Curaçao                                                                             | Macau                                                                              | Xipre del Nord                                                                     | Tahití                                                                             |
| Union Mondiale de Billard                         | Billar de caramboles    |                                                                                    | Curaçao                                                                                      |                                                                                    | Illa de Man, Xipre del Nord                                                        |                                                                                    |
| International Bowling Federation                  | Bitlles                 |                                                                                    | Curaçao                                                                                      | Macau                                                                              | Catalunya, Escòcia, Gal·les, Gran Bretanya, Gibraltar, Irlanda del Nord, Jersey    | Illes Marianes Septentrionals                                                      |
| World Bridge Federation                           | Bridge                  | Renion                                                                             | Guadalupe, Martinica                                                                         | Macau                                                                              | Anglaterra, Escòcia, Illes Faroe, Gal·les                                          |                                                                                    |
| International Cricket Council                     | Cricket                 | Santa Helena                                                                       | Illes Falkland, Índies Occidentals, Illes Turks i Caicos; Anguilla, Montserrat, Sint Maarten |                                                                                    | Illes Faroe, Gibraltar, Guernsey, Jersey, Illa de Man                              | Nevis                                                                              |
| International Orienteering Federation             | Curses d'orientació     |                                                                                    |                                                                                              | Macau                                                                              |                                                                                    |                                                                                    |
| World Flying Disc Federation                      | Disc volador            |                                                                                    |                                                                                              | Macau                                                                              |                                                                                    |                                                                                    |
| FIDE                                              | Escacs                  |                                                                                    | Antilles Neerlandeses                                                                        | Macau                                                                              | Anglaterra, Escòcia, Illes Faroe, Gal·les, Guernsey, Jersey, Illa de Man           |                                                                                    |
| Confédération Mondial des Activités Subaquatiques | Esports sub-aquàtics    |                                                                                    |                                                                                              |                                                                                    |                                                                                    | Illes Marianes Septentrionals, Tahití                                              |
| World Squash Federation                           | Esquaix                 |                                                                                    |                                                                                              | Macau                                                                              | Anglaterra, Escòcia, Gal·les, Gibraltar, Guernsey, Jersey, Illa de Man             | Illa Norkfolk, Nova Caledònia, Tahití                                              |
| Tug of War International Federation               | Estirar la corda        |                                                                                    |                                                                                              | Macau                                                                              | Anglaterra, Illes del Canal, Escòcia, Euskadi, Gal·les, Irlanda del Nord           |                                                                                    |
| International Floorball Federation                | Hoquei pista            |                                                                                    |                                                                                              | Macau                                                                              |                                                                                    |                                                                                    |
| World Karate Federation                           | Karate                  |                                                                                    | Curaçao, Martinica                                                                           | Macau                                                                              | Anglaterra, Escòcia, Gal·les i Irlanda del Nord (Gran Bretanya és membre)          | Nova Caledònia, Tahití, Wallis i Futuna                                            |
| World Association of Kickboxing Organizations     | Kickboxing              |                                                                                    |                                                                                              | Macau                                                                              |                                                                                    |                                                                                    |
| World Lacrosse                                    | Lacrosse                |                                                                                    | Curaçao, Haudenosaunee                                                                       | Macau                                                                              | Catalunya                                                                          |                                                                                    |
| Union internationale Motonautique                 | Llanxa motora           |                                                                                    |                                                                                              | Macau                                                                              |                                                                                    |                                                                                    |
| Fédération Internationale de Motocyclisme         | Motociclisme            |                                                                                    |                                                                                              | Macau                                                                              |                                                                                    |                                                                                    |
| International Federation of Muaythai Associations | Muay thai               |                                                                                    |                                                                                              | Macau                                                                              |                                                                                    | Tahití                                                                             |
| World Skate                                       | Patinatge               |                                                                                    |                                                                                              | Macau                                                                              |                                                                                    |                                                                                    |
| Federation of International Polo                  | Polo                    |                                                                                    |                                                                                              |                                                                                    | Anglaterra                                                                         |                                                                                    |
| International Racquetball Federation              | Raquetbol               |                                                                                    |                                                                                              |                                                                                    | Anglaterra, Catalunya                                                              | Saipan                                                                             |
| International Life Saving Federation              | Salvament               |                                                                                    |                                                                                              | Macau                                                                              | Illes Faroe                                                                        |                                                                                    |
| International Wushu Federation                    | Wu-shu                  |                                                                                    |                                                                                              | Macau                                                                              |                                                                                    | Nova Caledònia                                                                     |